# Cultura de las Terramaras

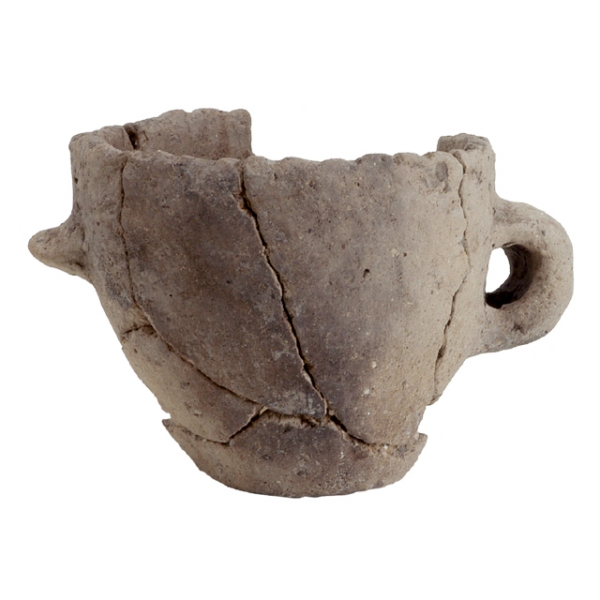
Cerámica de la cultura Terramara

La cultura de las Terramaras es una cultura prehistórica que se sitúa geográficamente en la llanura del río Po, en Emilia-Romaña, al norte de la península itálica. Fue el fenómeno más característico de la península itálica en el panorama arqueológica de la Edad del Bronce.
Terramara es un sistema de construcción sobre pilotes que se levanta sobre tierra firme, de forma similar a los palafitos que se levantan sobre el agua (lagos). En estas plataformas se asentaban las cabañas de tribus agrícolas.
Se trata del primer caso seguro de incineración en Italia.

## Etimología
Toma su nombre de los residuos de tierra negra de los montículos de asentamiento. Terramara viene de  tierra-marga, siendo la marga un depósito lacustre muy fértil. Puede ser de cualquier color, pero en tierras agrícolas es típicamente negra.
Es un tipo de asentamiento propio de las regiones de Lombardía y Emilia, situado en un terreno especialmente fértil, lo que es precisamente el motivo de que reciba ese nombre de parte de los campesinos de la región, producido por el detritus que, en efecto, dejaron sus habitantes como consecuencia de la peculiar forma de habitación, elevada para evitar el contacto con terrenos pantanosos y seguramente como consecuencia de la extensión a nuevos territorios secos de las edificaciones conocidas como palafitos, propias de las zonas lacustres de los Alpes.

## Cronología
Cronológicamente se ubica en la Edad del Bronce, entre los años 1700-1100 a. C.
Aun así, la cronología y muchos otros aspectos de los restos arqueológicos permanecen sujetos a constantes revisiones. De todos modos puede decirse que el espectro cronológico abarcado es muy amplio, que los restos de Terramara pueden estar situados entre principios del segundo milenio a. C. y la época en torno al año 700 a. C., aproximadamente, cuando se vuelve a estructurar el mapa de la península itálica, en la segunda Edad del Hierro.
Su identificación mecánica con una etapa del desarrollo de cierto pueblo luego trasladado al Tíber queda, por tanto, descartada, pero no, lógicamente, que haya desempeñado un papel en un momento preciso de la indoeuropeización de Italia, coincidente tal vez con la etapa de difusión de los rasgos lingüísticos propios de los pueblos que llegaron a establecerse en el Lacio.

## Organización
La disposición de los poblados destaca por su organización, que supone una cierta estructuración de la colectividad, al parecer igualitaria.

## Características generales
- Su economía se basaba en la agricultura.
- Enterraban a sus muertos en recintos comunes.
- Existe cierta organización social y comunitaria.
- Presencia de algunos asentamientos fortificados.
- Su cerámica es de color negro y decorada.

## Historiografía
Su importancia historiográfica estriba en que, durante el siglo XIX a. C. se le atribuyó el carácter de precedente de la ciudad romana y en que, por tanto, se vio en sus habitantes a los primeros representantes de la etnia latina que llegaría posteriormente a fundar la urbe del Tíber.